# Sharon Brown

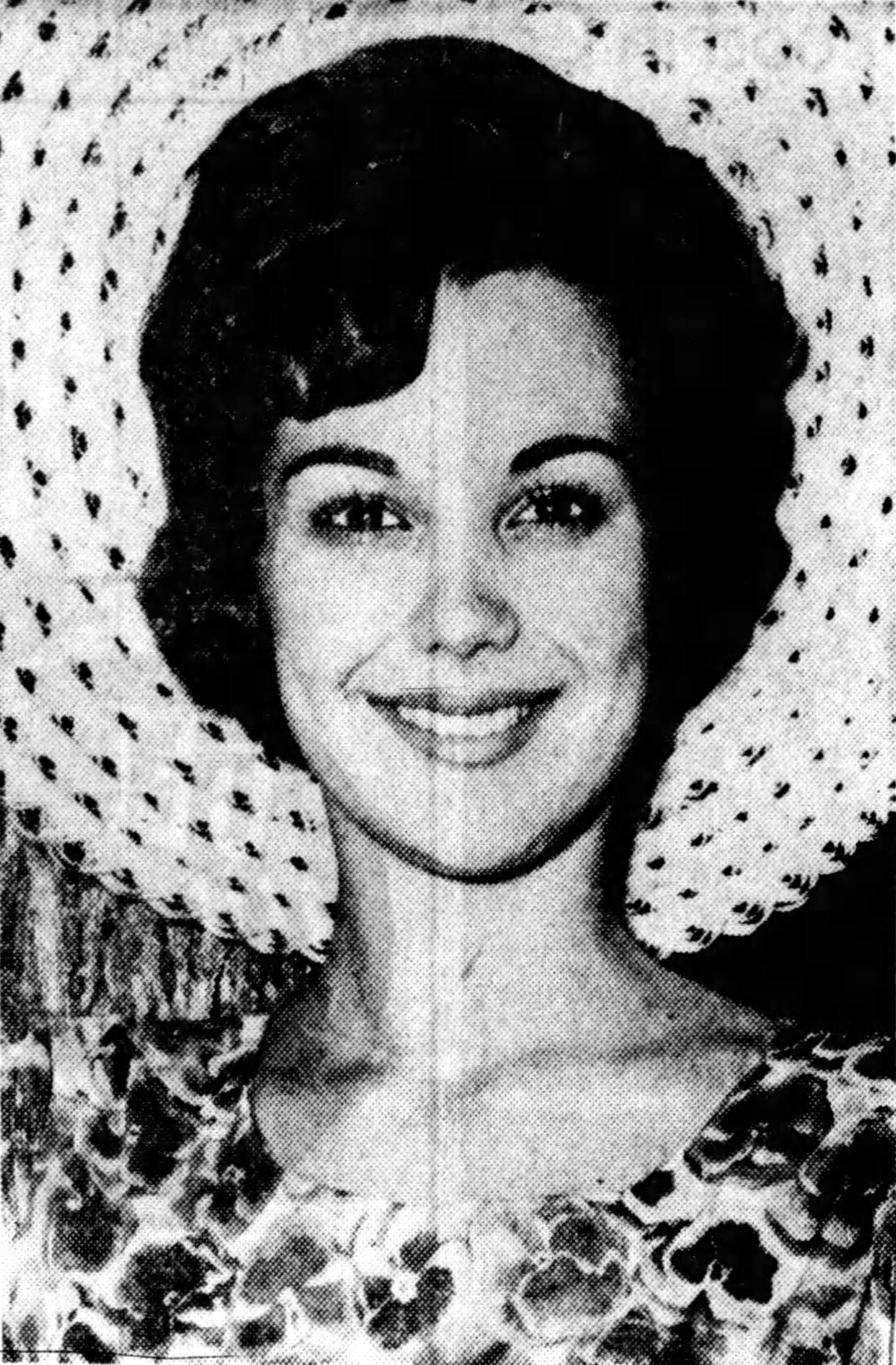
Sharon Brown

Sharon Rene Brown (Webster Parish, 1º gennaio 1943) è una modella statunitense, eletta Miss USA 1961.

## Biografia
Nata nella comunità rurale di Waterproof, in Louisiana, nel 1961 si trasferisce a Webster Parish, con i suoi genitori e con i fratelli. Durante gli anni della scuola superiore Sharon Brown è una cheerleader dal 1958 al 1960, e viene eletta Miss Waterproof 1961 e Miss Louisiana Tech 1961. Nello stesso anno vince anche il concorso Miss Louisiana ed ha la possibilità di rappresentare il proprio Stato a Miss USA.
Sharon Brown vince il titolo, diventando la prima Miss USA ad ottiene anche il riconoscimento di Miss Photogenic. La Brown partecipò anche a Miss Universo 1961 in rappresentanza degli Stati Uniti, dove arrivò al quinto posto. La sua città, Minden, proclamò il 25 luglio 1961 come Sharon Brown Day, e la Miss USA fu festeggiata con una parata.
Alla fine dell'anno di regno, Sharon Brown ha intrapreso una carriera di modella e personaggio televisivo freelance, comparendo fra gli altri nel 1962 al Queen of the 28th annual Sugar Bowl di New Orleans e nel programma di Bob Hope sulla NBC.